# Ogledalo pesnika — Marija Čudina
„Ogledalo pesnika — Marija Čudina“ je televizijski dokumentarni esej u trajanju od 40 minuta, o pesnikinji Mariji Čudini, reditelja Slobodana Ž. Jovanovića, a u proizvodnji Radio-televizije Srbije 1993. godine.
Emisija je bila uvršćena u zvaničnu selekciju Internacionalnog festivala kratkog filma u Torontu 1997. godine gde je postigla zapažen uspeh.
Uz svedočenje Slobodana Mašića, njenog prijatelja i savremenika, uz mnoštvo fotografija i dokumenata, kroz njene pesme koje govore dramski umetnici Aleksandra Nikolić i Ivan Jagodić, deo po deo, otkrivamo tragičnu sudbinu pesnikinje koja nije uvršćena ni u jednu zbirku.
Napredna pesnikinja koja je i kao žena Leonida Šejke bila u najužem krugu ljudi koji su osnivači Mediale što je potpuno zanemareno. Bila je tihi pratilac svih njegovih druženja i izlaganja. Otuda je o njoj stvorena predstava da je to „tamo neka pesnikinja“ koje je živela sa Šejkom. Njen pesnički opus zaslužije mnogo više i ova emisija je pokušaj da se na njega skrene pažnja.

## Uloge
| Глумац             | Улога          |
| ------------------ | -------------- |
| Ivan Jagodić       | Stihove kazuje |
| Slobodan Mašić     | Pripovedač     |
| Aleksandra Nikolić | Stihove kazuje |
| Ana Stefanović     | Balerina       |

## Spoljašnje veze
- Ogledalo pesnika — Marija Čudina на веб-сајту  (језик: енглески)
- Ogledalo pesnika, Marija Čudina - TV esej (1993) на веб-сајту